# Юконка
Юконка — река в России, протекает по Алапаевскому и Верхотурскому районам Свердловской области. Устье реки находится в 1,1 км по правому берегу реки Салды, у села Усть-Салда. Длина реки Юконки — 46 км.

## Данные водного реестра
По данным государственного водного реестра России, Юконка относится к Иртышскому бассейновому округу, речному бассейну Иртыша, речному подбассейну Тобола. Водохозяйственный участок — Тура от истока до впадения реки Тагил.